# Calbote (fiesta)
Calbote, además del nombre tradicional de la castaña asada, da nombre también a la fiesta que se celebra el día de Todos los Santos (1 de noviembre) en algunas zonas de las provincias españolas de Zamora, Ávila, Salamanca, Cáceres, Badajoz y Toledo. Durante la misma se acostumbra ir al campo para asar castañas, hacer barbacoas entre amigos y familia

## Historia

Área de celebración del Calbote

El calbote es una tradición de origen medieval y cristiano, que a su vez procede del Samhain o “final del verano” que celebraban los pueblos celtas y fue absorbido por los romanos, que lo pasaron al cristianismo. El cristianismo celebra en este día la festividad de Todos los Santos, que en el ámbito cultural anglosajón ha dado lugar a la fiesta de Halloween.

## Ritual

### Chaquetía
Un elemento del Calbote es la chaquetía, costumbre por la cual los niños van de casa en casa pidiendo castañas, frutas y dulces. Se trata de una costumbre similar al aguinaldo navideño o al truco o trato característico del mundo anglosajón. Inicialmente la chaquetía era el dinero que los niños recogían de sus familiares o vecinos para sufragar los toques de campana del día de los difuntos.

### Comida

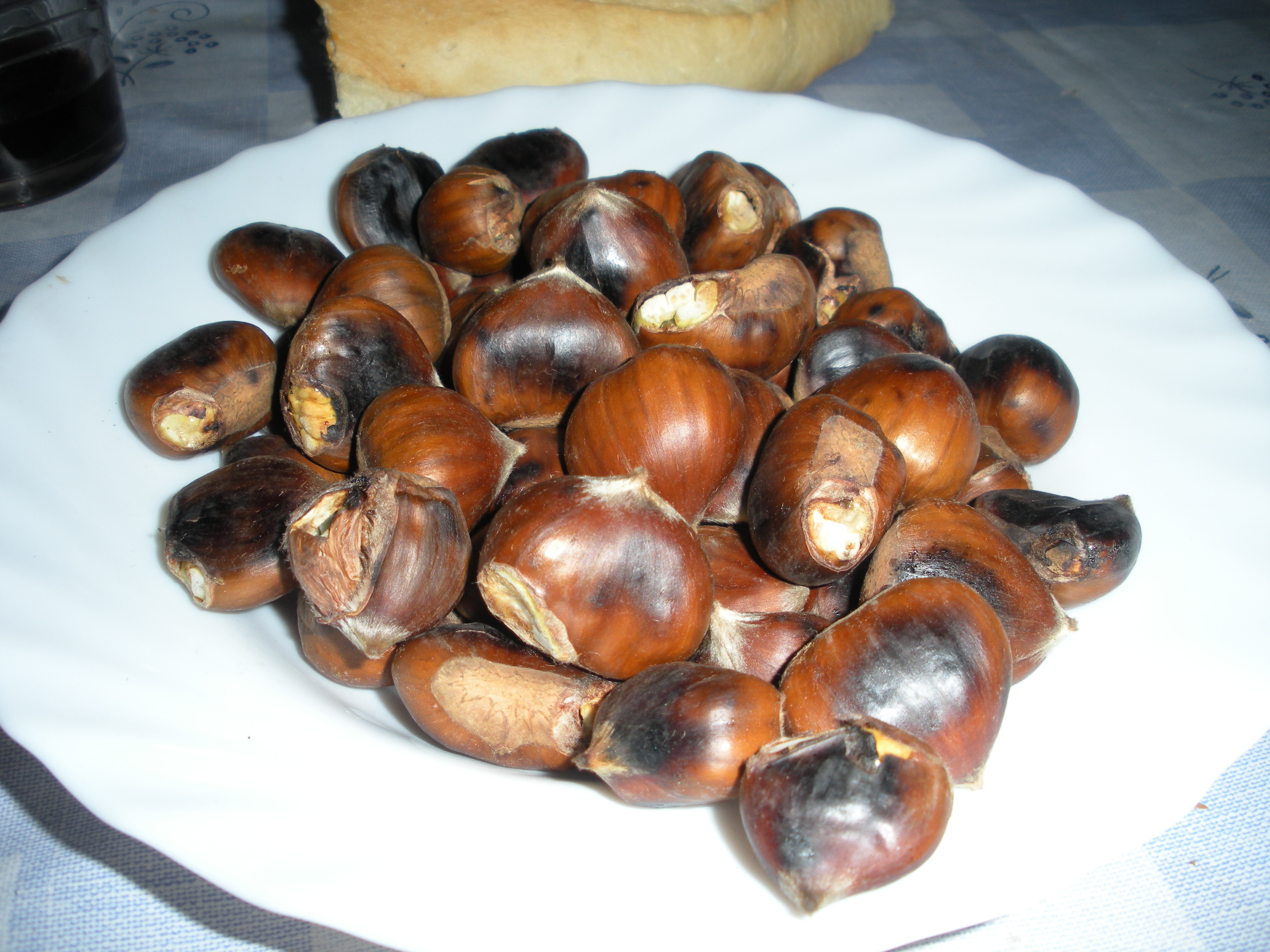
Castañas asadas.

La tradición consiste en pasar un día en el campo para asar castañas, hacer barbacoas entre amigos y familiares, comer higos secos, nueces, granadas, etc. Entre los más jóvenes, una parte de la comida suele provenir de la chaquetía que previamente han recogido casa por casa.

## Lugares de celebración
El nombre más extendido para designar a la fiesta es el de Calbote o Calbotes, existiendo también la variación Carbote. De Calbote se deriva Calbotada, como se denomina también en algunos lugares, o su variación Carbochá.
La fiesta se celebra con el nombre de Calbote en los municipios de Casas de Sebastián Pérez y Villafranca de la Sierra, en la provincia de Ávila. Se denomina también así en Castilblanco, provincia de Badajoz. Dentro de la provincia de Toledo recibe este nombre en Talavera de la Reina, El Casar de Talavera, Cervera de los Montes, Alcaudete de la Jara, Gamonal, Mejorada, Montesclaros, La Calzada de Oropesa, Lucillos, Oropesa, Pepino, Segurilla, Velada y Navalcán.
En la provincia de Cáceres suele usarse más el plural Calbotes. Esto sucede en los municipios de Mesas de Ibor, Madrigal de la Vera, Mohedas de Granadilla, Barrado, Galisteo, Garrovillas de Alconétar, Jaraíz de la Vera, Villanueva de la Vera, Garganta la Olla,  Jerte, Malpartida de Plasencia, Majadas de Tiétar, Casatejada, Navalmoral de la Mata,Navalvillar de Ibor, Peraleda de la Mata, Plasencia, Montehermoso, Rosalejo, Serrejón, Talaveruela de la Vera, Talayuela, Tiétar, Tornavacas, Torremenga de la Vera.
La variación carbote, que hace referencia al carbón con el que se asan las castañas, es escasa, pero se da en los municipios de Casar de Cáceres, Arroyo de la luz,  Mirabel,Bohonal de Ibor y Talaván (carboteo), todos ellos en la provincia de Cáceres. La celebración gastronómica típica en estos pueblos incluye una merienda tardía a base de chocolate con churros y porras el día 31 de octubre.
Finalmente, el uso del término Calbotada se concentra en la provincia de Ávila, en los municipios de El Raso, Candeleda, Pedro Bernardo, Ramacastañas, Arenas de San Pedro, Casillas, Hoyocasero, El Tiemblo, Piedralaves, La Horcajada y El Barco de Ávila. La variación Carbochá también puede encontrarse en algunos municipios de la comarca de Las Hurdes, en la provincia de Cáceres.
La fiesta también se celebra en Béjar, principal localidad al sur de la provincia de Salamanca.

## Otros nombres
Esta celebración se realiza bajo otros nombres pero con el mismo ritual en otros lugares de España y Europa. En el noroeste peninsular (Portugal, Galicia, Asturias y Cantabria) recibe el nombre de Magosto. En el País Vasco se llama Gaztainerre y en Cataluña, Castañada.
En las provincias de Ávila, Salamanca y Cáceres, donde predomina el término Calbote y sus variantes, hay sin embargo también algunos enclaves en los que se utilizan el nombre Moragá. Se denomina así en El Hornillo, El Arenal, Candeleda, Navarrevisca y Santa Cruz del Valle, en la provincia de Ávila. También recibe este nombre en Serradilla, Castañar de Ibor, La Garganta y Talaveruela de la Vera, en la provincia de Cáceres, así como en Candelario, en la provincia de Salamanca. En algunos pueblos de la Sierra de Gata, como Acebo y Perales del Puerto se denomina «borrajá», mientras que en los pueblos del Valle de Jálama, caso de Eljas, lo llaman «borrallás». El término chaquetía, que originalmente hace referencia a una costumbre concreta en el marco del Calbote, en algunos lugares se utiliza indistintamente para denominar a la celebración en general. Este es el caso de Pescueza, Coria y  Torremocha, en la provincia de Cáceres. Pero se da con más frecuencia en la provincia de Badajoz: Aceuchal, Almendralejo, Calzadilla de los Barros, Herrera del Duque, Usagre, Zafra, Bienvenida, Esparragalejo, La Garrovilla, Puebla de Alcocer, Moraleja, Mérida, Villafranca de los Barros o Villar del Rey.